# 小行星5121
小行星5121 沼澤（英語：5121 Numazawa）是一颗围绕太阳公转的小行星。1989年1月15日，箭内政之、渡邊和郎在北见发现了此天体，以日本新潟縣業餘天文學家沼澤茂美命名。
这颗小行星的绝对星等为13.0等。